# Temax

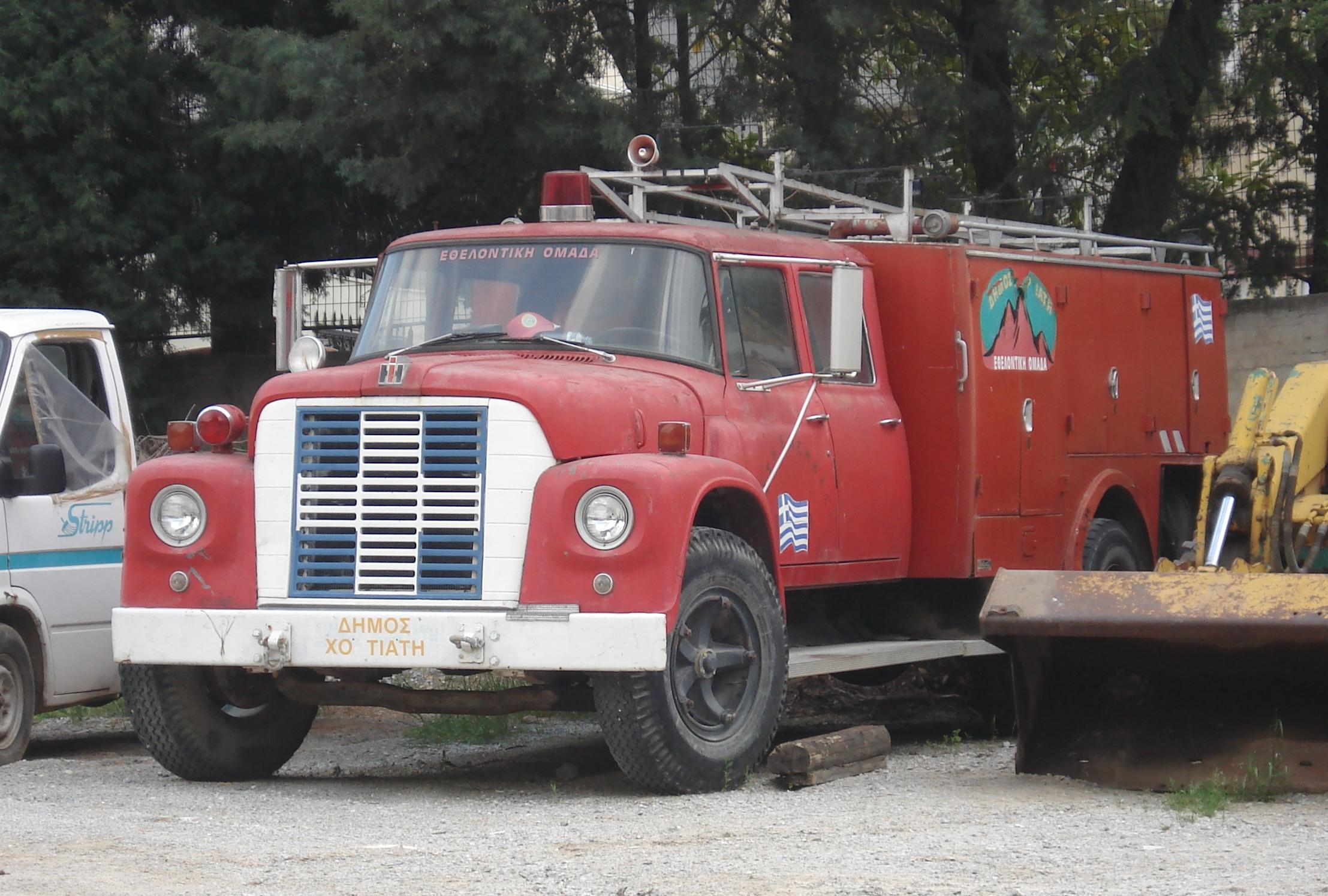
Historisches Fahrzeug auf International-Harvester-Basis

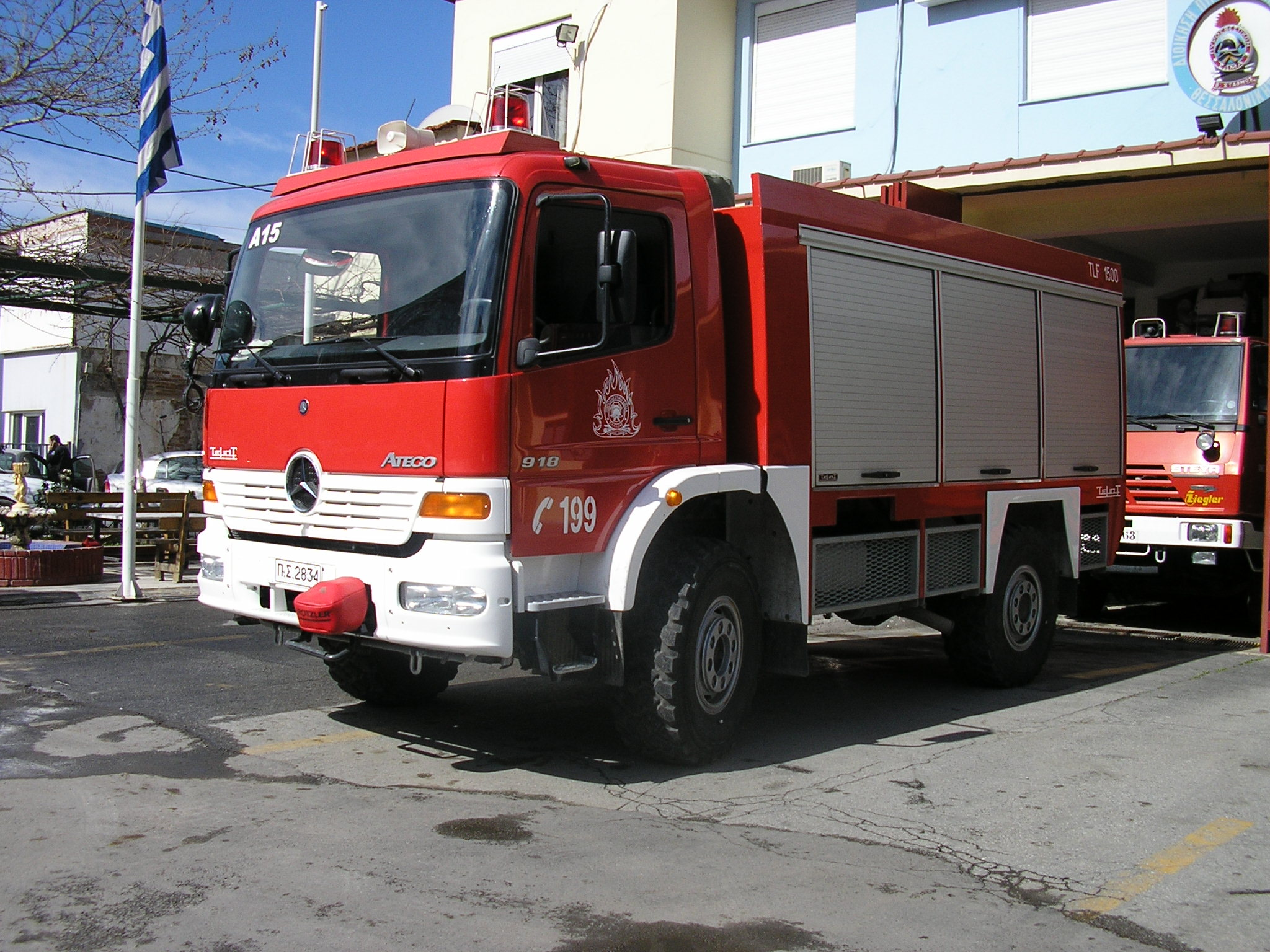
Gerätewagenaufbau auf einen Mercedes-Benz Atego

Temax S.A. (griechisch Τέμαξ) ist ein Feuerwehrgerätehersteller aus Athen, der früher auch Busse und Automobile fertigte.

## Unternehmensgeschichte
G. Tournikiotis und Petros Tangalakis gründeten 1925 das Unternehmen Tournikiotis-Tangalakis, nachdem sie einen 1922 gegründeten Karosseriebaubetrieb übernommen hatten. Der Betrieb wurde rationalisiert und auf den Bau von Bussen ausgelegt. 1934 trennten sich die beiden Firmengründer, und Petros Tangalakis benannte das Unternehmen in Tangalakis um. 1936 begann die Montage von Automobilen. 1963 startete die Fertigung von Spezialfahrzeugen für die Feuerwehr, anfangs nur auf International-Harvester-Fahrgestellen, später auch auf denen anderer Hersteller. Seit 1965 heißt das Unternehmen Temax.

## Automobile
Das Unternehmen Tangalakis montierte ab 1936 für einige Zeit Personenkraftwagen. Es handelte sich um Modelle von Austin und DKW. Die Motoren wurden importiert.